# Крчевина при Вурбергу
Крчевина при Вурбергу (словен. Krčevina pri Vurbergu) је насељено место у општини Птуј, Подравска регија, Словенија.

## Историја
До територијалне реорганизације у Словенији била је у саставу старе општине Птуј.

## Становништво
У попису становништва из 2011. године, Крчевина при Вурбергу је имала 943 становника.
| Број становника према пописима | Број становника према пописима | Број становника према пописима |
| ------------------------------ | ------------------------------ | ------------------------------ |
| 1991                           | 2002                           | 2011                           |
| 646                            | 811                            | 943                            |

## Галерија
- панорама
- виногради
- брдо Козјак
- шума Боршт